# Esslemont & Macintosh
Esslemont & Macintosh was van 1873 tot 2007 een warenhuis in Aberdeen, Schotland.

## Geschiedenis
Peter Esslemont en William Macintosh waren rivalen in de snelgroeiende detailhandel in Aberdeen in de 19e eeuw totdat zijn in 1873 besloten hun krachten te bundelen en een warenhuis op te richten. De winkel bevond zich in Broad Street en werd op 3 februari 1873 geopend met een groots openingsfeest.
Het bedrijf had een startkapitaal van £ 3.000 en werd tot aan de dood van William in 1913 gezamenlijk geleid door Esslemont en Macintosh. In de jaren twintig verhuisde het warenhyus van de locatie in Broad Street naar Union Street.
In 1997 verliet Norman Esslemont, de algemeen directeur en achterkleinzoon van de oprichter Peter, het bedrijf na een splijting in de familie. In 2005 werd de winkel verkocht aan warenhuisketen Owen Owen, die investeringen had toegezegd. In mei 2007 werd de winkel echter gesloten nadat Owen Owen in februari 2007 in surseance ging.